# VVV-Venlo
VVV-Venlo, Venlose Voetbal Vereniging Venlo, bildad 7 februari 1903, är en fotbollsklubb i Venlo i Nederländerna.
VVV-Venlo spelar i Nederländska Eerste Divisie. Klubben anordnar varje år ungdomsturneringen "Top op de aarde". 

## Meriter
- Eerste Divisie: 3
1992/93, 2008/09, 2016/17
- Nederländska cupmästare (1)
1958/59

## Placering senaste säsonger
| Säsong  | Nivå | Liga           | Placering | Referens | Kommentar                      |
| ------- | ---- | -------------- | --------- | -------- | ------------------------------ |
| 2010/11 | 1    | Eredivisie     | 17        | [ 1 ]    |                                |
| 2011/12 | 1    | Eredivisie     | 16        | [ 2 ]    |                                |
| 2012/13 | 1    | Eredivisie     | 17        | [ 3 ]    | Nedflyttad till Eerste Divisie |
| 2013/14 | 2    | Eerste Divisie | 5         | [ 4 ]    |                                |
| 2014/15 | 2    | Eerste Divisie | 6         | [ 5 ]    |                                |
| 2015/16 | 2    | Eerste Divisie | 2         | [ 6 ]    |                                |
| 2016/17 | 2    | Eerste Divisie | 1         | [ 7 ]    | Uppflyttad till Eredivisie     |
| 2017/18 | 1    | Eredivisie     | 15        | [ 8 ]    |                                |
| 2018/19 | 1    | Eredivisie     | 12        | [ 9 ]    |                                |
| 2019/20 | 1    | Eredivisie     | x         | [ 10 ]   | (Coronaviruspandemin)          |
| 2020/21 | 1    | Eredivisie     | 17        | [ 11 ]   | Nedflyttad till Eerste Divisie |
| 2021/22 | 2    | Eerste Divisie | 10        | [ 12 ]   |                                |
| 2022/23 | 2    | Eerste Divisie | 7         | [ 13 ]   |                                |